# Epinephelus lanceolatus
Epinephelus lanceolatus är en art i familjen havsabborrfiskar som finns i Indiska oceanen samt Stilla havet. Den är den största benfisken som uppehåller sig kring korallrev. 

## Beskrivning
Arten är en mycket stor fisk med en kraftig, förhållandevis långsträckt kropp. Huvudet har stor mun och konvex panna. Ryggfenan har 11 taggstrålar följda av 14 till 16 mjukstrålar, analfenan 3 taggstrålar och 8 mjukstrålar, medan bröstfenorna endast har mjukstrålar, 18 till 20 stycken. Stjärtfenan är rundad. Vuxna fiskar har mörkbrun kropp med svagt, spräckligt mönster. Fenorna, som har flera svarta fläckar, mörknar med stigande ålder. Ungfiskarna är först gula med oregelbundna, breda, svarta tvärband på kroppen, för att senare få oregelbundna vita till gula prickar på de svarta banden, och svarta prickar på fenorna. Som mest kan arten bli 270 cm lång och väga 400 kg, men håller sig vanligen under 190 cm.

## Ekologi
Epinephelus lanceolatus kan gå ner till 100 meters djup, även om den är vanligare i grunda vatten. Den uppehåller sig gärna i grottor, kring klipprev, korallrev, i hamnar och flodmynningar med bräckt vatten. Födan består av languster, krabbor, benfiskar, rockor och mindre hajar.

### Fortplantning
Inte mycket är känt om artens biologi, men den antas bli könsmogen vid en längd av 105–110 cm och leka under sommarmånaderna.

## Betydelse för människan
Arten betraktas som en läcker matfisk, och anses också i en del områden ha medicinsk betydelse, och är därför lokalt kraftigt fiskad; i vissa områden är den mer eller mindre utrotad. Det förekommer även rapporter om attacker mot människor.

## Status
Epinephelus lanceolatus är klassificerad under kunskapsbrist ("DD") av IUCN. Beståndet minskar emellertid, tidigare klassificeringar har varit sårbar ("VU"). Främsta orsaken är överfiske.

## Utbredning
Utbredningsområdet omfattar Indiska oceanen och Stilla havet från Röda havet över Algoa Bay i Sydafrika och österut till Pitcairnöarna, Hawaii och Mikronesien, norrut till södra Japan och söderut till Australien (den tropiska, norra delen av kusten och söderöver till södra Western Australia och södra New South Wales).